# 諸葛璩
諸葛璩（？—508年），字幼玟，琅邪陽都人，南北朝南齊、南梁士人。
諸葛璩年幼時跟隨徵士關康之學習，廣泛涉獵經史，又師承徵士臧榮緒。臧榮緒寫下《晉書》，稱諸葛璩有揭發惡行的功勞，好像壺遂一樣。南齊建武初年，南徐州行事江祀向齊明帝舉薦他：「諸葛璩安貧守道，按照《詩經》、《禮記》做事，不曾向地方長官投遞名帖或擔當權貴的食客，如果選任他這位不仕的人，可以揚清厲俗，請徵召他擔任議曹從事。」明帝准許，不過他婉拒了。陳郡謝朓擔任東海太守期間，指示表揚諸葛璩風度氣概，賞賜百斛餉穀。南梁天監年間，太守蕭琛、刺史安成王蕭秀、鄱陽王蕭恢都特別禮遇他；之後他的母親逝世，居喪期內很是瘦弱，蕭恢不斷慰問。服喪完畢，得推舉秀才，他不就
諸葛璩個性盡心教誨誘導，年輕學生經常來學習，他的家宅狹小，無法容納所有學生，太守張友為他建造講舍。他為人廉潔，妻子和子女沒有見過他表現喜怒，早晚講授不停，當時的人慢慢尊崇他。天監七年（508年），梁武帝下詔詢問太守王份，王份立刻如實應答，但未及徵用諸葛璩，就在同年於家中去世。他寫下文章二十卷，由門人劉曒收集記錄。

## 引用
1. 1 2  《梁書·卷五十一·列傳第四十五》：諸葛璩字幼玟，琅邪陽都人，世居京口。璩幼事徵士關康之，博涉經史。復師徵士臧榮緒。榮緒著《晉書》，稱璩有發擿之功，方之壺遂。
2. 1 2  《南史·卷七十六·列傳第六十六》：諸葛璩字幼玫，琅邪陽都人也。世居京口。璩幼事徵士關康之，博涉經史。復師征士臧榮緒，榮緒著晉書，稱璩有發擿之功，方之壺遂。
3. ↑  《梁書·卷五十一·列傳第四十五》：齊建武初，南徐州行事江祀薦璩於明帝曰：「璩安貧守道，悅《禮》敦《詩》，未嘗投刺邦宰，曳裾府寺，如其簡退，可以揚清厲俗。請辟爲議曹從事。」帝許之，璩辭不去。陳郡謝朓爲東海太守，教曰：「昔長孫東組，降龍丘之節；文舉北輜，高通德之稱。所以激貪立懦，式揚風範。處士諸葛璩，高風所漸，結轍前脩。豈懷珠披褐，韜玉待價？將幽貞獨往，不事王侯者邪？聞事親有啜菽之窶，就養寡藜蒸之給，豈得獨享萬鐘，而忘茲五秉？可餉穀百斛。」天監中，太守蕭琛、刺史安成王秀、鄱陽王恢並禮異焉。璩丁母憂毀瘠，恢累加存問。服闋，舉秀才，不就。
4. ↑  《南史·卷七十六·列傳第六十六》：齊建武初，南徐州行事江祀薦璩於明帝，言璩安貧守道，悅禮敦詩，如其簡退，可揚清厲俗，請辟為議曹從事。帝許之。璩辭不赴。陳郡謝朓為東海太守，下教揚其風概，餉穀百斛。梁天監中，舉秀才，不就。
5. ↑  《梁書·卷五十一·列傳第四十五》：璩性勤於誨誘，後生就學者日至，居宅狹陋，無以容之，太守張友爲起講舍。璩處身清正，妻子不見喜慍之色。旦夕孜孜，講誦不輟，時人益以此宗之。七年，高祖敕問太守王份，份卽具以實對，未及徵用，是年卒於家。璩所著文章二十卷，門人劉曒集而錄之。
6. ↑  《南史·卷七十六·列傳第六十六》：璩性勤於誨誘，後生就學者日至。居宅狹陋，無以容之。太守張友為起講舍。璩處身清正，妻子不見喜慍之色，旦夕孜孜，講誦不輟，時人益以此宗之。卒於家。璩所著文章二十卷，門人劉暾集而錄之。

## 延伸阅读
[在维基数据编辑]
 《梁書·卷51》，出自姚思廉《梁書》